# Etsuro Sotoo
Etsuro Sotoo, né en 1953 dans la préfecture de Fukuoka, est un sculpteur japonais. Il est diplômé de l’université municipale des Arts de Kyoto.
Influencé par Antoni Gaudí — il est surnommé le « Gaudí japonais » dans son pays natal —, beaucoup de ses sculptures se trouvent à la Sagrada Família de Barcelone,.
Embauché comme simple tailleur de pierre sur le chantier de la Sagrada Familia, alors qu'il ne parle ni catalan et qu'il n'est pas chrétien, il se convertit au catholicisme et reçoit le baptême en 1998. C'est lui qui achève en 2015 la façade de la Nativité.
Il est également très connu au Japon pour avoir réalisé le Musée d'art de Matsuzaki et l'Institut des Cinq Éléments à Fukuoka.
En 2024, il reçoit le Prix Ratzinger.

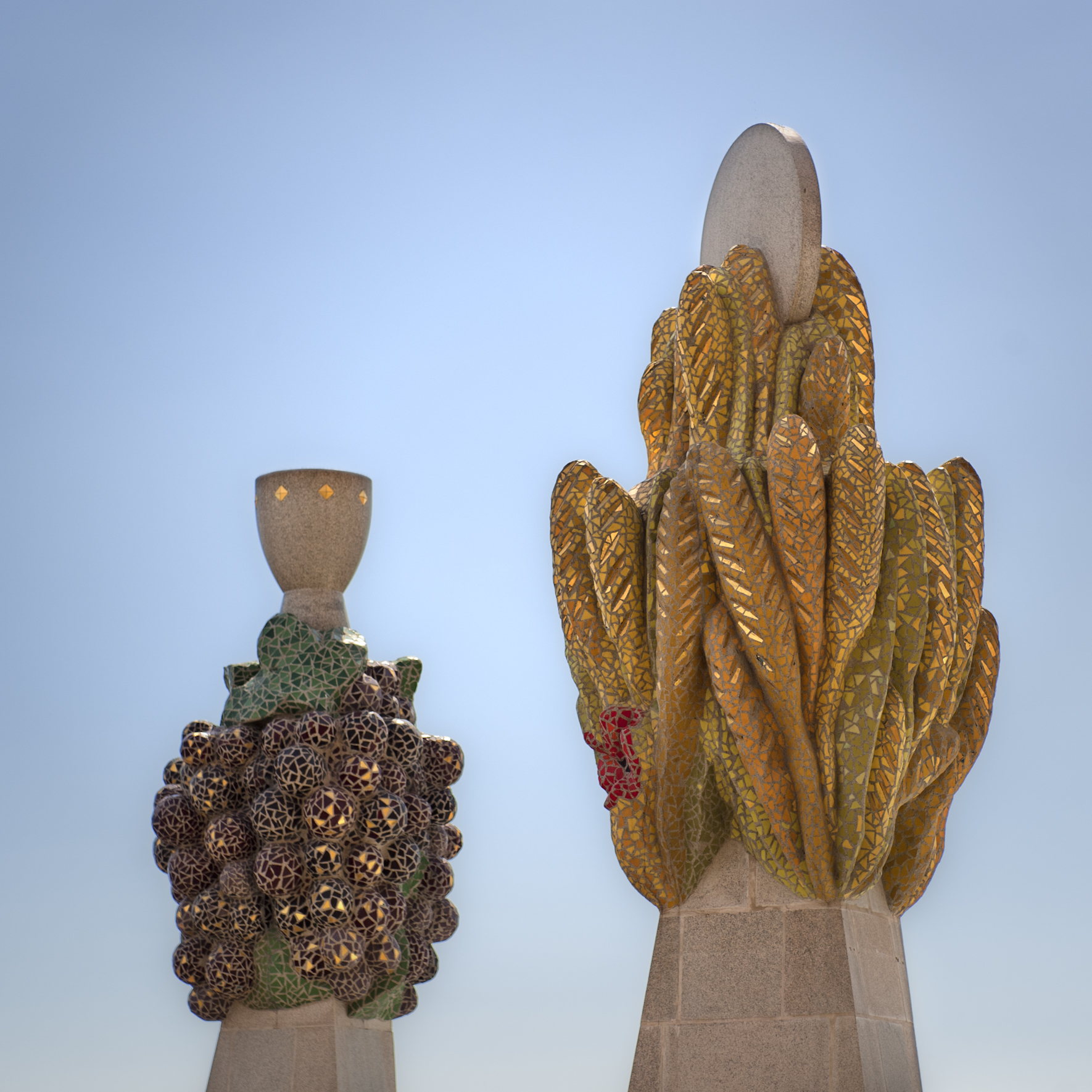
Pinacles de Sotoo à la Sagrada Família.
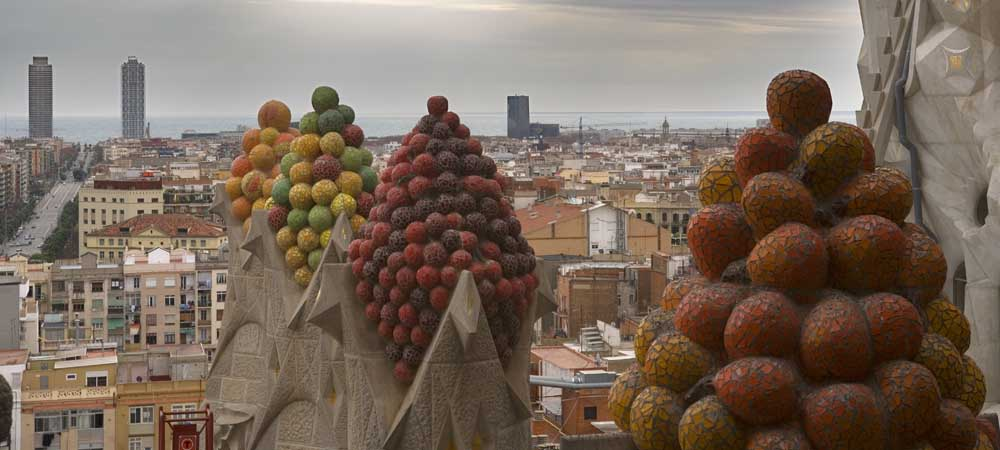
Autre vue des pinacles de la cathédrale.
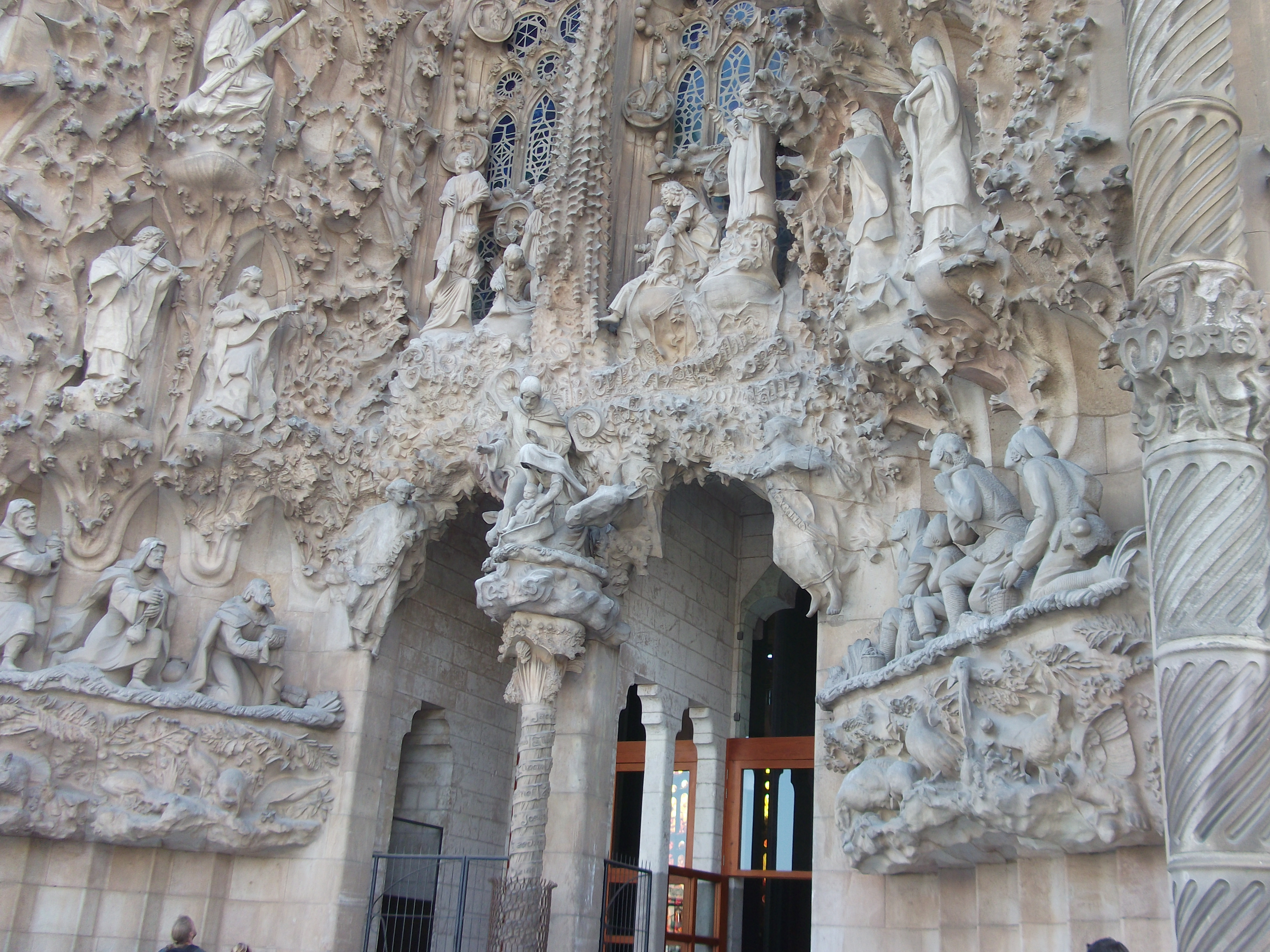
Sculpture sur la façade de la nativité de la cathédrale.
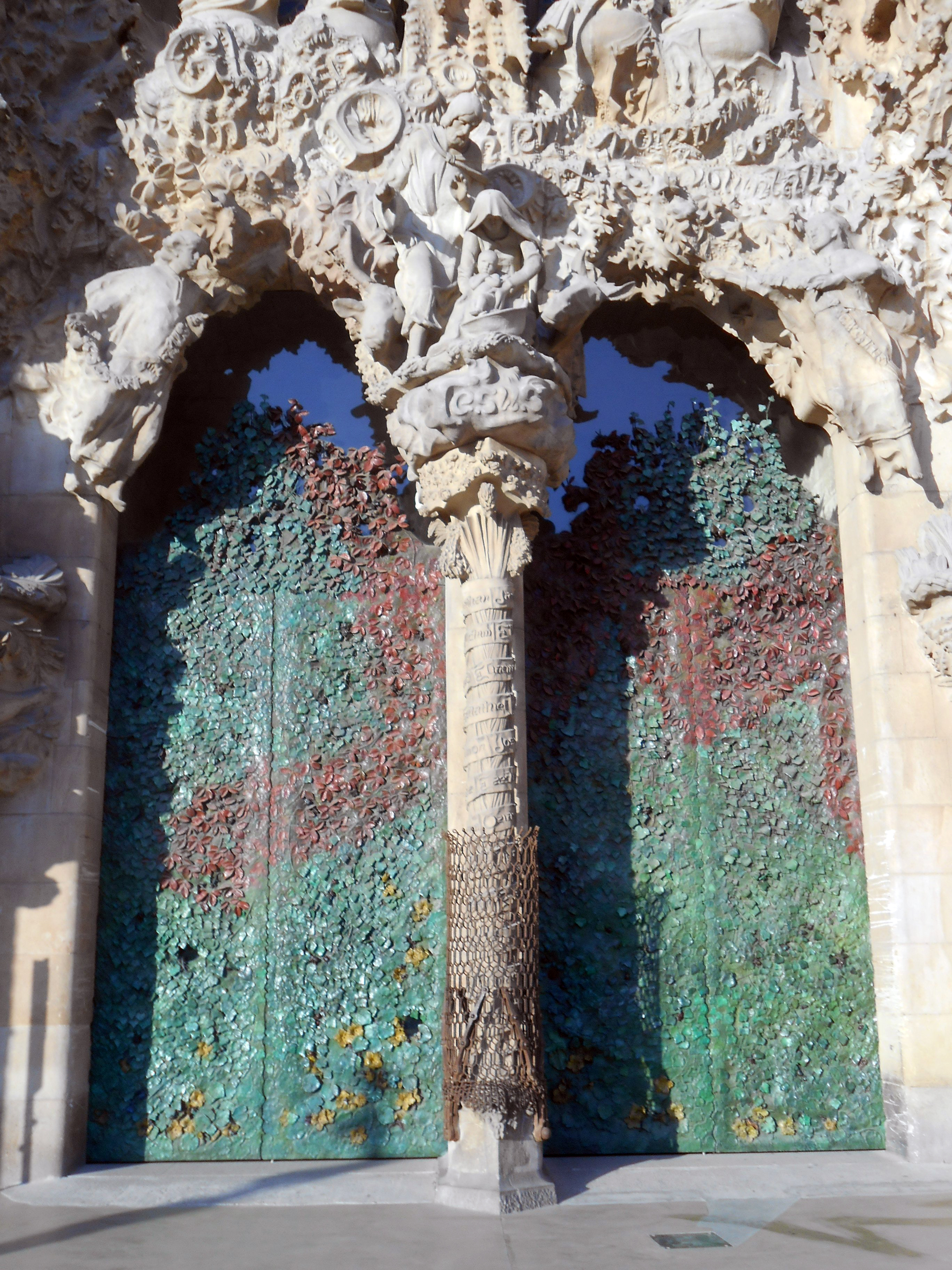
Porte de la charité de la cathédrale.
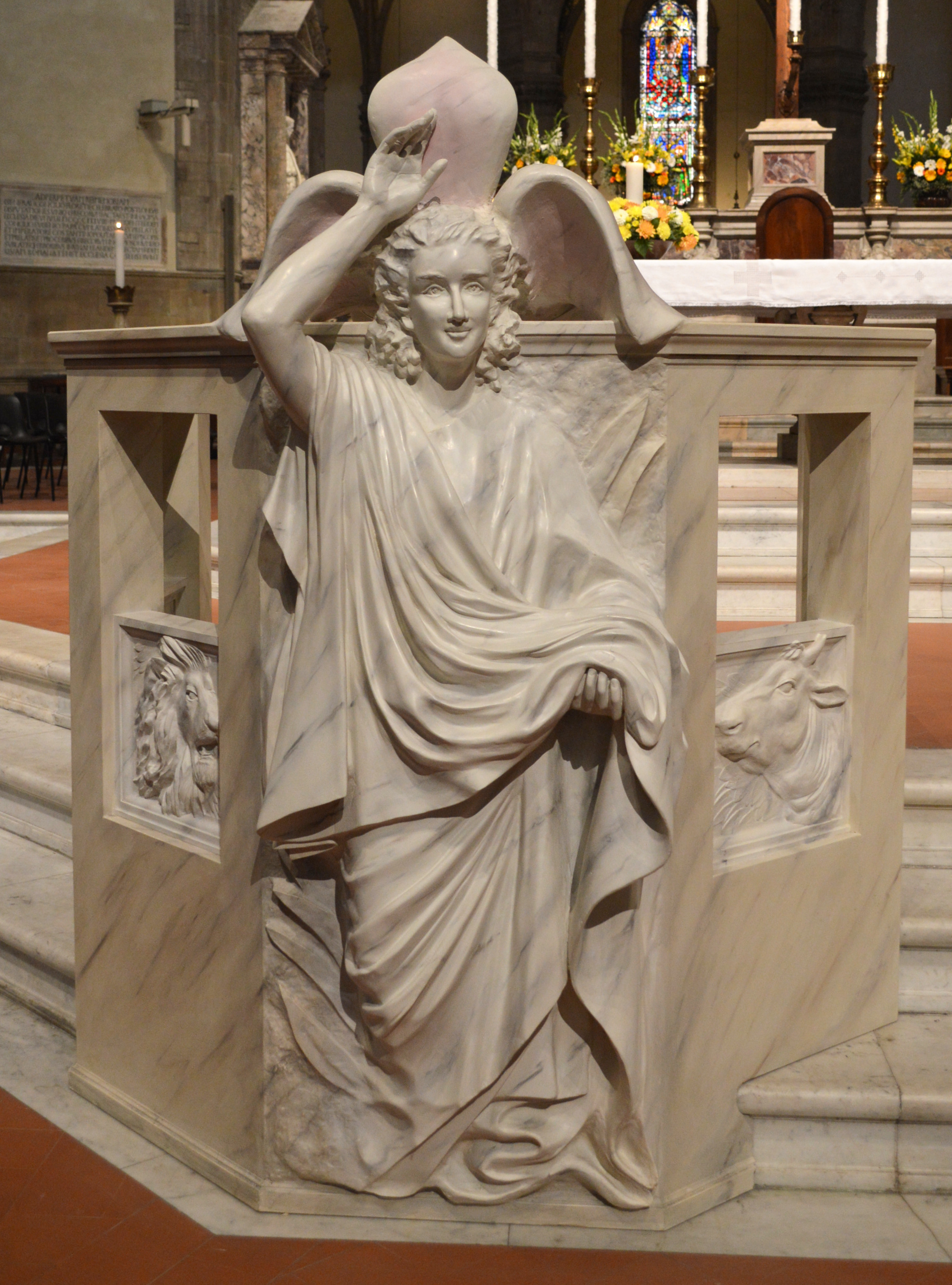
Sculpture à la cathédrale Santa Maria del Fiore de Florence.